# VSAM
VSAM (acronimo di Virtual Storage Access Method) è uno schema di immagazzinamento dei dati che IBM utilizzò inizialmente per il virtual storage nell'S/370. Esso comprende quattro tipi di organizzazione:
- KSDS - Keyed Sequential Data Set, set di dati sequenziale con chiavi
- RRDS - Relative Record Data Set, set di dati con record relativi
- ESDS - Entry Sequenced Data Set, set di dati sequenziali
- LDS - Linear Data Set, set di dati lineari

IMS/DB e DB2 sono entrambi basati su VSAM e sulle strutture di dati sottostanti.